# 503 př. n. l.

## Události
- Latinská města Pomezia a Cori se za pomoci Aurunců bouří proti Římu, začínají Římsko-latinské války.

## Narození
- Zhuansun Shi, Konfuciův úředník

## Úmrtí
- Publius Valerius Poplicola, aristokrat vedoucí svržení monarchie.

## Hlavy států
- Perská říše – Dareios I. (522–486 př. n. l.)
- Egypt – Dareios I. (522–486 př. n. l.)
- Sparta – Kleomenés I. (520–490 př. n. l.)
- Kartágo – Hamilkar I. (510–480 př. n. l.)